# Miconia plumifera
Miconia plumifera är en tvåhjärtbladig växtart som beskrevs av José Jéronimo Triana. Miconia plumifera ingår i släktet Miconia och familjen Melastomataceae. Inga underarter finns listade i Catalogue of Life.